# Alexandru Heinrich
Alexandru Heinrich (n. 24 noiembrie 1925, Arad -- d. ?) a fost un demnitar comunist român de origine maghiară, membru supleant al Comitetului Central al Partidului Comunist Român în perioada 1969 - 1979. 

## Studii
- Liceul teoretic din Arad și Timișoara (din 1936);
- Facultatea de Electrotehnică din Budapesta (mai 1944–1945);
- Facultatea de Electromecanică din Timișoara (1945–1947);
- Facultatea de Electromecanică din Budapesta (1947–1950).